# Simonstone (Lancashire)
Simonstone – wieś w Anglii, w hrabstwie Lancashire, w dystrykcie Ribble Valley. Leży 39 km na północ od miasta Manchester i 296 km na północny zachód od Londynu.